# Glucurònid

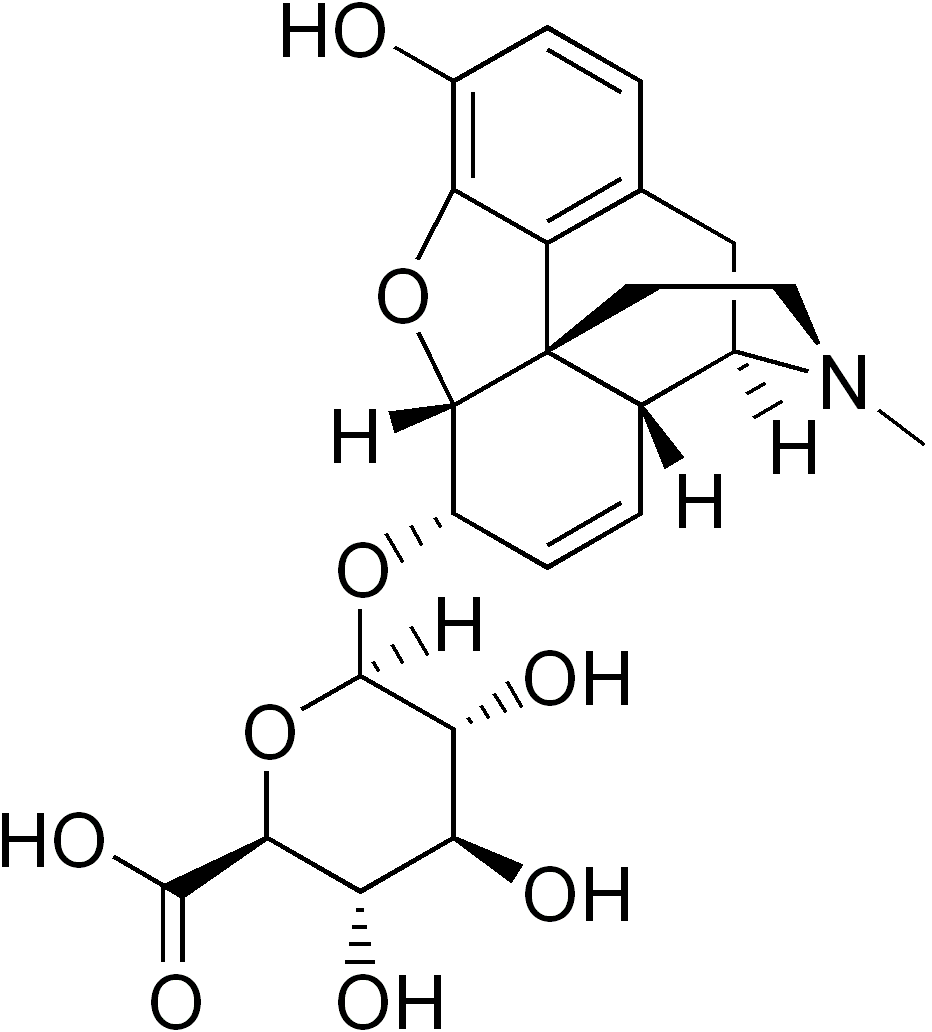
Morfina-6-glucurònid, un principal metabòlit de la morfina

Un glucurònid, també conegut com a glucuronòsid, és qualsevol substància produït enllaçant àcid glucurònic via un enllaç glucosídic. Els glucorònids pertanyen al grup dels glucòsids.
La glucuronidació és la conversió de compostos químics a glucurònids, és un sistema que utilitzen els animals en l'excreció de substàncies tòxiques, drogues o altres substàncies que no es poden usar com a font d'energia. Els glucoronòsids s'excreten pels ronyons.
Els enzims relacionats amb l'enllaç glucosídic s'anomenen glucoronidases.

## Exemples
- Miquelianina (Quercetina 3-O-glucurònid)
- Morfina-6-glucurònid
- Ecutel·lareïna-7-glucurònid